# Жужелица согдийская
Жужелица согдийская (Carabus (Goniocarabus) sogdianus) — вид жуков-жужелиц из подсемейства собственно жужелиц. 

## Описание
Длина около 23,5 мм. Чёрный, слабо блестящий жук, края переднеспинки и надкрылий со слабым синеватым отливом. Тело стройное. Голова длинная и узкая. Переднеспинка умеренно выпуклая. Её боковые края кпереди сильно сужены, кзади более слабее. Надкрылья умеренно выпуклые, удлиненно овальные. Скульптура надкрыльев образована одинаковыми, едва выпуклыми промежутками, разделенными тонкими точечными бороздками; промежутки покрыты очень мелкими зернышками. Передние голени на дорзальной поверхности с продольной бороздкой.

## Ареал
Узбекистан (Зеравшанский хребет, верховья реки Танхаздарья, Гиссарский хребет), Таджикистан (Маргузорские озера, Зеравшанский хребет). Встречается в горных долинах с широколиственными, преимущественно кленовыми, лесами, на высоте 1500 - 2500 м. н.у.м.

## Образ жизни
Одно поколение за год. Жуки активны в апреле-мае. Хищник, питается в основном моллюсками.

## Численность и охрана
Вид известен по малочисленным находкам. Лимитирующие факторы: уничтожение природных мест обитания вследствие вырубки древесно-кустарниковой растительности, чрезмерного сенокоса, а также широкое использование ядохимикатов. Занесен в Красную книгу Узбекистана.